# Gaetano Lanza
Gaetano Lanza (Boston, 26 de setembro de 1848 — Filadélfia, 21 de março de 1928)
Filho de Gaetano Lanza, nascido em Palermo, e de Mary Ann Paddock, nascida em Pomfret.
Gaetano Lanza graduou-se na Universidade da Virgínia, em 1870. Em 1871 tornou-se professor associado de matemática no Instituto de Tecnologia de Massachusetts. Em 1875 foi nomeado professor de mecânica teórica e aplicada e em 1883 foi chefe do Departamento de Engenharia Mecânica, cargo que ocupou durante 29 anos.

## Condecorações
- Ordem de São Maurício e São Lázaro (1907)

## Obras
- (em inglês) Applied mechanics (New York, J. Wiley & Sons, 1892)
- (em inglês) Dynamics of Machinery  (New York, J. Wiley & Sons, 1911)